# Анафора святого Григорія

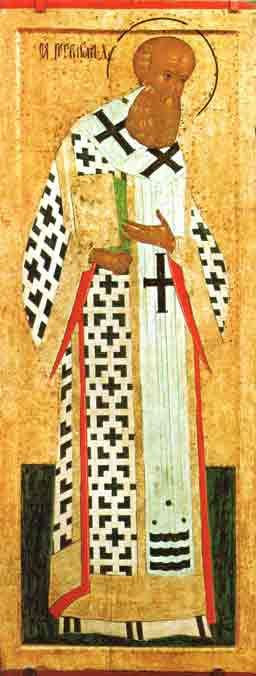
Святий Григорій Богослов

Літургія святого Григорія Богослова (або Анафори святого Григорія) є однією з трьох анафор, збережених Коптською церквою.  Текст названий на честь святого Григорія Назіанзу, одного з отців Каппадокії.
Анафора або євхаристійна молитва, яка є частиною цієї літургії, є відмінною, оскільки вона повністю адресована Христу, а не Отцю, як це зазвичай є анафори.

## Використовуйте
Цю літургію в даний час використовуває Коптська православна церква Александрії, а також Коптська католицька церква під час урочистостей коптського календаря. Цей текст не охоплює всієї Божественної Літургії, але він поширюється лише від доанафоричних обрядів до Фракції, тому включає анафору в суворому розумінні цього слова. Поряд з цим розділом Літургія святого Григорія включає також інші додаткові молитви, які можна використовувати замість молитв коптської літургії святого Василія. 

## Історія
Цей літургійний текст походить від західно-сирійського обряду, завезеного в Єгипет після VI століття від сирійських ченців, які оселилися у Ваді-ель-Натруні .  Не можна виключати авторства ядра цієї анафори самим Григорієм Назіанзусом .  Однак текст був адаптований до єгипетського використання, і це була одна з трьох анафор, використання яких було дозволено канонами патріарха Гавриїла II у 12 столітті. 
Найдавніші рукописи цієї літургії дати в Високому Середньовіччі : найстарішої є 10-го століття Sahidic незавершеними рукописами з Євхологій з Білого монастиря , в той час як раніше Bohairic тексти 12 або 13 - ї рукописи з монастиря святого Макарія .  Також існує візантійська грецька редакція.

## Будова анафори
Анафора святого Григорія Богослова дотримується Антіохійської (або «західно-сирійської» ) структури, яку можна так резюмувати:
- Доанафоричні обряди:
  - молитва завіси
  - молитва про примирення
- Анафора :
  - діалог відкриття
  - Передмова, прославляючи Христа і дякуючи Йому за творіння.
  - Пре-Санктус, вводячи Санктус, спочатку просячи об’єднатися з небесною ангельською літургією, а згодом прославляючи Христа хором ангелів,
  - Санктус, проведений з Бенедиктом ,
  - Пост-Санктус, згадуючи всю історію Спасіння, від Первородного Гріха до Втілення, Страстей, Воскресіння Христа,
  - Oblation, пропонуючи до Господа евхаристический хліб і вино,
  - Інституція розповідь ,
  - Анамнез, маючи на увазі Страсті, Воскресіння та Друге пришестя Христа,
  - Епіклеза, просячи Христа навернути своїм голосом євхаристійний хліб і вино, а також послати на них Святого Духа, щоб очистити їх і зробити Тілом і Кров’ю Христа ,
  - Покрови, молячись за Церкву, за життя (включаючи диптихи для нинішнього папи, єпископа та інших членів Церкви),
- дріб ,
  - вступ
  - молитва покори Сину
  - відпущення Сина